# Дитак
Дитак (арм. Դիտակ) — село в области Арарат в Армении.
Главой сельской общины является Сурен Срапоян.

## География
Село Дитак находится в юго-западном части Республики Армения,северо-западном части региона в 15 километрах на север от города Арташата , 15 км на юг  Еревана и входит в состав Араратского марза, район Арташата, в Араратском долины. Находится на высоте 880—920 метров над уровнем моря. Протяженностью в 900 метров с запада на восток и 600 метров с севера на юг занимает территорию 100 гектаров. Через село проходит канал Арташат. Село расположено рядом с сёлами Джрашен, Аревшат, Ншаван, Мхчян.
Из посёлка выходят две дороги: одна в Ереван через село Джрашен и Нубарашен, а другая в Мхчян и Аревшат.

### Основание села
Село было основано в 1927 году, oснователями села были армяне из Западной Армении.